# 跃里帖木儿
跃里帖木儿（?—?），又译跃里铁木儿、月鲁铁木儿。元朝大臣。元文宗时中书左丞。
天历元年（1328年）十月，元文宗任命他为中书参知政事。十二月，升为中书左丞。次年正月，受命到漠北迎接元明宗。因为四川行省平章囊加台起兵反叛，受命讨伐。至顺元年（1330年），跃里帖木儿云南行省右丞，率兵屯守建昌（今四川西昌），击败罗罗斯宣慰司土官撒加伯与乌蒙兵。次年，与镇西武靖王搠思班等会军，平息云南诸王秃坚不花等叛乱，大败阿禾蒙古军。